# 幸町 (千葉市)
幸町（さいわいちょう）は、千葉県千葉市美浜区の町名。現行行政地名は幸町一丁目及び幸町二丁目。全域が海面埋立事業により誕生した地域で、住居表示実施地域である。郵便番号は261-0001。

## 地理
千葉市美浜区の東端に位置する。全域が海面埋立事業によって誕生した中高層中心の住宅地となっており、千葉ガーデンタウン（一丁目）、幸町団地（二丁目）がある。総面積は122.5ha。
地域の北端には国道14号（千葉街道）が通り、一丁目に千葉市立幸町第三小学校、千葉市立幸町第二中学校、千葉ガーデンタウン郵便局、二丁目に千葉市立幸町小学校、千葉市立幸町第一中学校、千葉幸町郵便局がある。
東は中央区登戸、西は稲毛海岸・高洲・新港、南は中央区千葉港、北は中央区登戸・稲毛区黒砂と接している。

### 地価
住宅地の地価は、2015年（平成27年）1月1日の公示地価によれば、幸町1-19-2の地点で15万4000円/m2となっている。

## 歴史
かつては全域が東京湾だった。1963年（昭和38年）に発表された千葉港中央地区の土地造成、港湾地区計画により造成された地域で、当初は計画人口15,000人の一般分譲住宅地となる予定だったが、住宅需要の増大により中高層住宅中心に変更された。二丁目の公団幸町団地（計画人口19,250人）から入居が始まり、一丁目には千葉ガーデンタウンなど高層住宅も建設された。

### 地名の由来
当地に住む住民に幸多かれという意味を込め「幸町」とした。

### 沿革
- 1963年（昭和38年） - 千葉港中央地区の土地造成、港湾地区計画を発表。
- 1967年（昭和42年）3月1日 - 埋め立て部分より、千葉市幸町を設定。
- 1969年（昭和44年） - 公団幸町団地入居開始。
  - 4月1日 - 千葉市立幸町第一小学校および幸町第二小学校が開校。千葉市立緑町中学校仮校舎内にて千葉市立幸町第一中学校創立。
  - 5月1日 - 幸町の一部を幸町二丁目とし、住居表示実施。
- 1970年（昭和45年） - 現在地に千葉市立幸町第一中学校が完成、6月14日に開校式を行う。
- 1973年（昭和48年）3月1日 - 幸町の残部を幸町一丁目とし、住居表示実施。千葉市幸町一丁目・二丁目となる。
- 1974年（昭和49年） - 団地交通（現・あすか交通）が、幸町団地～西千葉駅間の運行を開始
  - 4月1日 - 千葉市立幸町第三小学校開校。
- 1977年（昭和52年）4月1日 - 千葉市立幸町第四小学校開校。
- 1980年（昭和55年）4月1日 - 千葉市立幸町第二中学校開校。
- 1992年（平成4年）4月1日 - 千葉市が政令指定都市に移行。千葉市美浜区幸町一丁目・二丁目となる。
- 2013年（平成25年） - 千葉市立幸町第四小学校が、幸町第一小学校と統合し閉校する。
- 2015年（平成27年） - 千葉市立幸町第一小学校と幸町第二小学校が統合し、旧幸町第四小学校の敷地を利用し、幸町小学校として開校。
- 2018年（平成30年） - 幸町団地の大幅なリニューアル工事をURが実施。

### 町名の変遷
「幸町」新設時
| 実施後 | 実施年月日   | 実施前       |
| ------ | ------------ | ------------ |
| 幸町   | 1967年3月1日 | （地名なし） |

住居表示施行時
| 実施後     | 実施年月日   | 実施前 |
| ---------- | ------------ | ------ |
| 幸町一丁目 | 1973年3月1日 | 幸町   |
| 幸町二丁目 | 1969年5月1日 | 幸町   |

## 世帯数と人口
2017年（平成29年）9月30日現在の世帯数と人口は以下の通りである。
| 丁目       | 世帯数    | 人口     |
| ---------- | --------- | -------- |
| 幸町一丁目 | 3,382世帯 | 7,544人  |
| 幸町二丁目 | 5,953世帯 | 11,316人 |
| 計         | 9,335世帯 | 18,860人 |

## 小・中学校の学区
市立小・中学校に通う場合、学区は以下の通りとなる。
| 丁目       | 番   | 小学校                 | 中学校                 |
| ---------- | ---- | ---------------------- | ---------------------- |
| 幸町一丁目 | 全域 | 千葉市立幸町第三小学校 | 千葉市立幸町第二中学校 |
| 幸町二丁目 | 全域 | 千葉市立幸町小学校     | 千葉市立幸町第一中学校 |

## 施設
- 千葉市立幸町小学校
- 千葉市立幸町第三小学校
- 千葉市立幸町第一中学校
- 千葉市立幸町第二中学校
- 千葉幸町郵便局
- 千葉ガーデンタウン郵便局